# محوطه کول لیک
محوطه کول لیک مربوط به دوره اشکانیان - دوره ساسانیان - سده‌های میانه دوران‌های تاریخی پس از اسلام است و در شهرستان مشگین‌شهر، بخش ارشق، دهستان ارشق شمالی، روستای دوچی سفلی واقع شده و این اثر در تاریخ ۲۷ آبان ۱۳۸۶ با شمارهٔ ثبت ۲۰۲۹۴ به‌عنوان یکی از آثار ملی ایران به ثبت رسیده است.